# Пам'ятник Володимиру Далю (Луганськ)
Па́м'ятник Володи́миру Да́лю (скульптурний портрет «Даль — Казак Луганский») у Луганську — пам'ятник видатному лексикографу, етнографу та письменнику, творцеві «Тлумачного словника живої великоросійської мови» Володимиру Івановичу Далю в місті Луганську, де він народився, жив і працював. Нині пам'ятник є одним із символів міста Луганськ.
Луганський пам'ятник Володимиру Далю був першим і тривалий час залишався єдиним у світі.

## Загальні дані
Пам'ятник Володимиру Далю в Луганську розташований на вулиці, що носить також ім'я лексикографа, — перед будівлею Луганської обласної фізіотерапевтичної поліклініки ім. професора О. Є. Щербака (буд. № 7 по вул. Даля), що є пам'яткою архітектури — це житловий будинок початку XIX століття, тут у березні 1918 року містився штаб 5-ї Армії, організованої К. Є. Ворошиловим.
Пам'ятник було встановлено 1980 року (за іншими даними — на початку 1980-х років).
Автори пам'ятника — відомі українські скульптори І. П. Овчаренко та В. Ю. Орлов, архітектор — Г. Г. Головченко.

## Опис

Пам'ятник зблизька

Пам'ятник являє собою скульптуру Володимира Даля з бетону, вкриту міддю (заввишки 4,5 м), яка встановлена на гранітному п'єдесталі.
На п'єдесталі чорна табличка з написом російською:
Владимир Даль (Казак Луганский).
Автори творчо підійшли до образу Даля — він сидить у кріслі, склавши руки на книгу, уся його фігура виглядає монолітною й зосередженою, ще більшого ефекту в передачі скульпторами зосередження лексикографа досягається завдяки позі Даля, складеним рукам на книзі, а також зверненим до неї очам — учений ніби не існує поза простором своєї праці. Погляд глядача монумента неминуче привертають окремі цікаві деталі — зачіска і взуття лексикографа, зборки на пледі, яким вкриті його ноги, поручень крісла у вигляді грифона.
Скульптура Даля, безперечно, є дуже вдалою й цікавою — попри те, що образ, втілений у фігурі, начебто, позбавлений емоцій (досягається шляхом відвернення від глядачів погляду Даля), образ є надзвичайно виразним, йому властива внутрішня експресія вдумливості й зосередження на своїй справі.

## З історії пам'ятника

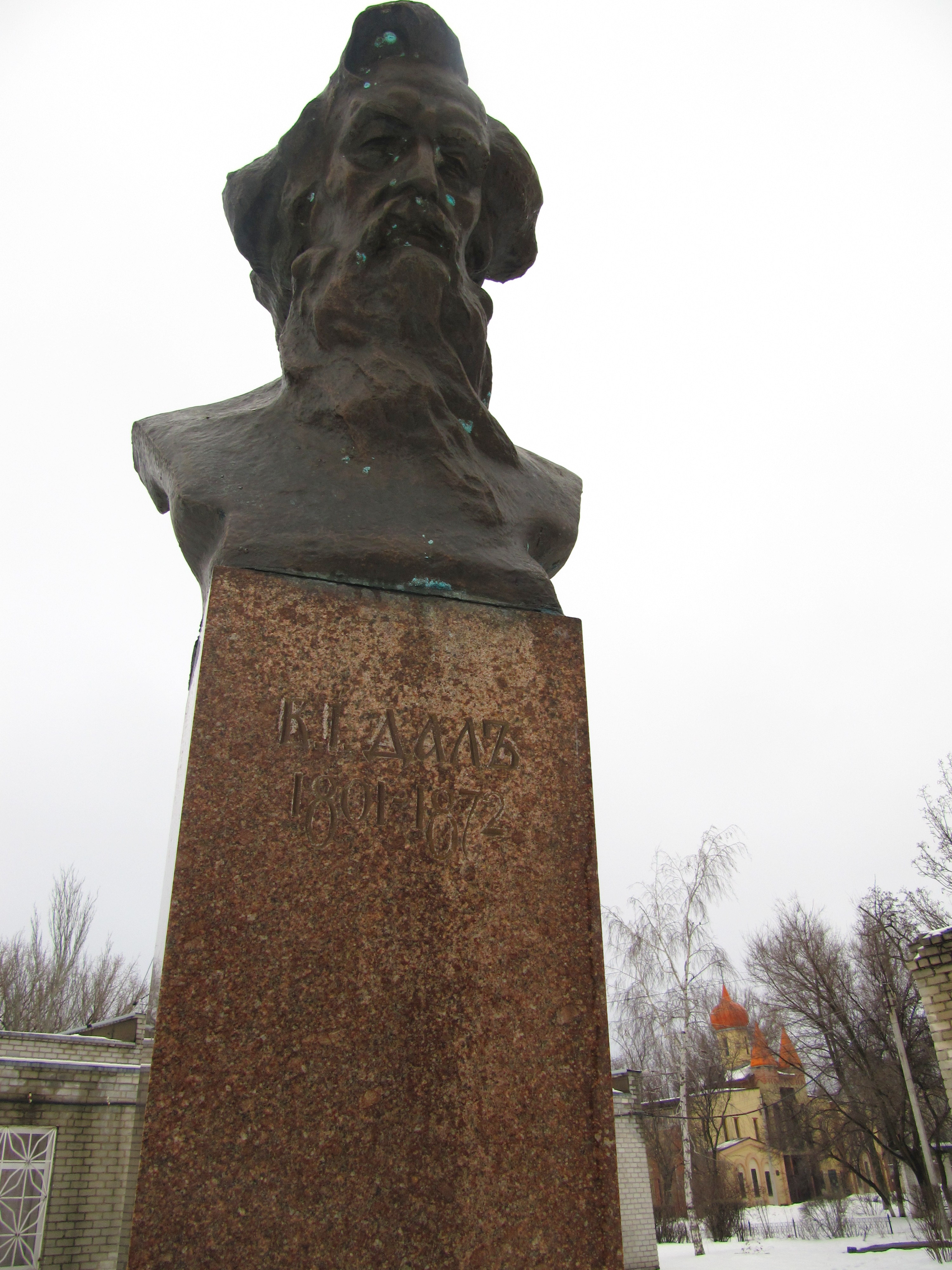
Бюст на території Луганського онкодиспансеру. Автори: І. Овчаренко. В. Орлов. Вересень 1979

Пам'ятник Володимиру Далю, що став однією з візитівок великого українського обласного центру й зрештою є пам'яткою монументального мистецтва (охоронний № 158), має, однозначно, не типову історію.
По-перше, питання виникають уже з авторством пам'ятника — у низці джерел скульптором твору називається виключно Василь Орлов, або не згадується, що лауреат Державної Премії УРСР імені Тараса Шевченка (1973) луганчанин Ілля Овчаренко є співавтором монумента, хоча насправді саме він є ідейним (натхненником) і фактичним (виконавцем) автором образу Володимира Даля. Така незрозуміла ситуація, можливо, викликана тим, що Ілля Овчаренко в останні роки життя (він помер 1978 року, у віці 52 років, погано бачив і працював у співавторстві з Василем Орловим, а також тому, що не дожив до встановлення пам'ятника на початку 1980-х років, і відповідно са́ме Орлов брав участь у роботах зі спорудження пам'ятника.
Роботу над пам'ятником Далю скульптор розпочав, за свідченнями його дружини Діни Іванівни Овчаренко, ще у 1952—1953 роках — таким чином, процес його створення до дати встановлення монумента тривав цілих 30 років. Створення образу Володимира Даля було не з легких — у цій роботі І. П. Овчаренко наштовхнувся на низку перепон — і брак прижиттєвих портретів Даля, і вироблення композиції пам'ятника, і наповнення її деталями, що відповідали б як задуму митця, так і духові епохи. Відомо, що нерідко авторові не допомагали, а навпаки, заважали поради колег і архівних працівників. Позував Іллі Пантелійовичу для створенні образу Даля пожежник Микола Романович Гуца; як згадують колеги і сучасники, надзвичайну увагу скульптор приділяв зображенню рук, їхній характерності.
У доробку І. П. Овчаренка, як це видно з каталогу персональної виставки митця, присвяченої 25-літтю його творчої діяльності й 50-літтю від дня народження (відбулася 1976 року), є три головні роботи з «Далевської» тематики:
1. скульптурний портрет «Даль — Казак Луганский» (штучне каміння, 95х74х57), створений у співавторстві з Н. Л. Буніним;
2. скульптурний портрет «Даль — Казак Луганский» (тонований гіпс, 80х45х90), створений у 1971 році у співавторстві з В. Ю. Орловим;
3. модель пам'ятника «Даль — Казак Луганский», якій власне і судилося стати його прообразом (бетон 4,5 м), — виконано у 1972 році також у співавторстві з В. Ю. Орловим, архітектурна прив'язка — Г. Г. Головченко.

Другим цікавим, але малозрозумілим фактом у появі пам'ятника видатному земляку в Луганську є те, що він, повністю готовий, тривалий час зберігався в розібраному вигляді на подвір'ї Художнього комбінату. Монтаж і встановлення монумента в Луганську відбувалися вже за участі Василя Юхимовича Орлова на початку 1980-х років.
Нарешті, цікаво і те, що зводився монумент у господарський спосіб як звичайна паркова скульптура (без ніякого урочистого відкриття). Щобільше, оскільки на подобні монументальні пам'ятні споруди конче необхідним було отримати спецдозвіл ЦК КПРС, фактично сміливість спорудити монумент на себе взяла місцева влада в особі голови Ворошиловградського міськвиконкому Георгія Семеновича Петрова та його заступника Миколи Гнатовича Герасимова. Хоча, звісно, все було «подано» як підтримка владою народної ініціативи на місцях. Мідь на виколотку пам'ятника виділив тоді директор верстатобудівного заводу, згодом почесний громадянин Луганська Євген Іванович Новохатський. Ідейним сподвижником відкриття пам'ятника Володимиру Далю (а також і музею) на чолі луганської інтелігенції став відомий лікар-хірург Юрій Олексійович Єненко, особистий друг І. П. Овчаренка.

## Виноски
1. ↑  Інформаційний портрет Луганського регіону. Архів оригіналу за 17 жовтня 2013. Процитовано 14 листопада 2011.
2. ↑  на тепер (2009) є пам'ятник Далю в російському Оренбурзі (2001, скульптор Н. Г. Петіна, див. тут [Архівовано 28 вересня 2017 у Wayback Machine.]), планувалось зведення пам'ятника в Москві (див. тут [Архівовано 29 жовтня 2013 у Wayback Machine.]).
3. ↑  Георгій Геннадійович Головченко [Архівовано 4 березня 2016 у Wayback Machine.] на Вебсторінка Луганської обласної універсальної наукової бібліотеки ім. О. М. Горького [Архівовано 11 червня 2010 у Wayback Machine.]
4. ↑  Луганськ, червень 2008 року на приватному сайті подорожей Україною Сергія Клименка. Архів оригіналу за 21 червня 2010. Процитовано 31 грудня 2009.
5. ↑  див. наприклад, альбом «Кам'яний світ Луганської землі», Луганськ, 2002
6. ↑  див. наприклад, «Митці України»: енциклопедичний довідник., К.: УЕ, 1992, стор. 429
7. ↑  Володимир Даль. Перехрестя пам'яті і доль на www.life.of.lugansk.ua («Життя Луганська») [Архівовано 8 серпня 2007 у Wayback Machine.] (рос.)

## Джерело і посилання
- Володимир Даль. Перехрестя пам'яті і доль на www.life.of.lugansk.ua («Життя Луганська») (рос.)
- Луганськ, червень 2008 року на приватному сайті подорожей Україною Сергія Клименка [Архівовано 21 червня 2010 у Wayback Machine.] (укр.) (рос.) (англ.)